# Georg Heinrich Lünemann
Georg Heinrich Lünemann (* 3. September 1780 in Göttingen; † 8. Januar 1830 ebenda) war ein deutscher Altphilologe und Lexikograf.

## Leben
Lünemann besuchte das Gymnasium in Göttingen, war dort u. a. Schüler Georg Friedrich Grotefends, der dort seit 1797 als Collaborator tätig war. Von 1799 bis 1802 studierte Lünemann an der Universität Göttingen. Als Grotefend an das Gymnasium in Frankfurt am Main wechselte, wurde Lünemann im September 1803 sein Nachfolger am Göttinger Gymnasium als Lehrer für Griechisch und Latein. Zu dieser Zeit wurde das Gymnasium unter dem neuen Direktor Johann Friedrich Adolph Kirsten umorganisiert. 1806 legte Lünemann seine Dissertation vor. 1813 folgte er Ernst Karl Friedrich Wunderlich im Amt des zweiten Lehrers (Rectors) des Gymnasiums.
Lünemann war nach dem Tod von Immanuel Johann Gerhard Scheller Bearbeiter der Schellerschen Latein-Wörterbücher und veröffentlichte verschiedene Ausgaben lateinischer Klassiker für den Schulgebrauch. Er gehörte der Göttinger Freimaurerloge Augusta zum goldenen Zirkel an.
Sein jüngerer Bruder Johann Heinrich Christian Lünemann (1787–1827) war ebenfalls Altphilologe und veröffentlichte unter anderem Wörterbücher zu Homers Ilias und Odyssee.

## Werke (Auswahl)

### Wörterbücher
- Lateinisch-deutsches und deutsch-lateinisches Handlexikon (in Nachfolge Schellers ab der 4. Auflage 1806 und, in neuer Zählung, 1. Auflage 1807 bearbeitet von Lünemann; ab 7. Auflage 1831 bearbeitet von Karl Ernst Georges)
- Kleines lateinisches Wörterbuch in etymologischer Ordnung (in Nachfolge Schellers ab der 4. Auflage 1811 bearbeitet von Lünemann; 6. Auflage 1826 bearbeitet von Heinrich Ludwig Julius Billerbeck; ab 7. Auflage 1841 komplett neu bearbeitet von Karl Ernst Georges)
- Deutsch-lateinisches Wörterbuch, nach den classischen Schriftstellern der Römer und den besten neuern Latinisten kritisch bearbeitet in 4 Bänden (Göttingen 1821, wohl nur 1. Band erschienen)

### Philologische Werke
- Descriptio Caucasi gentiumque Caucasiarum ex Strabone comparatis scriptoribus recentioribus (Leipzig 1803)
- Bibliotheca Romana classica probatissimos utriusque orationis scriptores latinos exhibens (Göttingen 1819)

### Editionen
- Aelian: Varia Historia, mit griechisch-deutschem Wortregister (Göttingen 1811)

### Textausgaben für den Schulgebrauch
- Horatius (Göttingen 1818)
- Virgilius (Göttingen 1818)
- Cicero: Ciceronis epistolae ad Atticum, ad Quintum fratrem et quae vulgo ad familiares dicuntur temporis ordine dispositae (Göttingen 1820–22, 4 Bände)
- Phaedrus mit Avian, Publilius Syrus und Dionysius Cato (Göttingen 1823)
- Sallustius (Hannover 1825)
- Tacitus (Hannover 1825)
- Curtius Rufus (Hannover 1827)
- Titus Livius (Hannover 1828/29)